# Chinoperla unidentata
Chinoperla unidentata is een steenvlieg uit de familie borstelsteenvliegen (Perlidae). De wetenschappelijke naam van de soort is voor het eerst geldig gepubliceerd in 1989 door Sivec & Zwick.